# Journal of Cosmology and Astroparticle Physics
Das Journal of Cosmology and Astroparticle Physics ist eine begutachtete wissenschaftliche Fachzeitschrift, die nur Online veröffentlicht wird. Es ist auf alle Aspekte von Kosmologie und Astroteilchenphysik ausgerichtet. Es wird seit 2003 zusammen vom Institute of Physics (IOP) und der International School for Advanced Studies (SISSA) herausgegeben. Der Impact Factor für 2010 betrug 6,497.

## Daten
- ISSN 1475-7516
- OCLC 51830717